# Campeonato de Futebol de Barbacena
O Campeonato de Barbacena é uma competição de futebol realizada pela LDB (Liga de Desportos de Barbacena), que conta com a participação de times amadores da região das Vertentes em Minas Gerais, além de tradicionais clubes licenciados do profissional da FMF, como o Andaraí, o Villa do Carmo e o Olympic.

## Títulos por clube
| Time             | Cidade               | Títulos | Vices |
| ---------------- | -------------------- | ------- | ----- |
| Remediense       | Senhora dos Remédios | 2       | 0     |
| Alto Riodocense  | Alto Rio Doce        | 1       | 1     |
| Sete de Setembro | Dores de Campos      | 1       | 0     |
| Olympic Club     | Barbacena            | 0       | 1     |
| São Francisco    | Barbacena            | 0       | 1     |
| Melense          | Desterro do Melo     | 0       | 1     |